# Grusvivesläktet
Grusvivesläktet (Androsace) är ett släkte med cirka 150 arter i familjen viveväxter. De liknar vivorna på flera sätt men skiljer sig genom ett äggformat, ej cylindriskt kronrör och ett mer vidgat blomfoder. Kronröret har ofta också förtjockningar i mynningen. Kapseln är nästan klotrund och öppnar sig genom att toppen spricker sönder i fem flikar. De har antingen en rosett av små blad vid basen, eller så bildar plantan en tuva eller kudde av sådana rosetter. Grusvivor växer ofta på torra och hårda platser såsom backar och berg. Många arter odlas som stenpartiväxter. 
Namnet Androsace kommer av grekiskans andros=man och sakos=sköld . Släktet kallas på tyska männerschild. Den historiska bakgrunden till namnet är oklar.
I släktet Androsace ingår numera också Vitaliana, Pomatosace och Douglasia. De skildes tidigare ut på några avvikande morfologiska karaktärer (lockkapsel och heterostyla blommor) men genetiska studier visar att de är en naturlig del av Androsace. 

## Utbredning
De finns framför allt i arktiska och alpina miljöer, särskilt i Himalaya-området, där släktet uppstod, men också i bergsområden i Centralasien, Kaukasus och södra och centrala Europa. I Sverige finns två arter, grusviva och sandviva. 

## Dottertaxa till Grusvivor, i alfabetisk ordning[1]
- Androsace adenocephala
- Androsace adfinis
- Androsace aflatunensis
- Androsace aizoon
- Androsace akbajtalensis
- Androsace alaica
- Androsace alaschanica
- Androsace albana
- Androsace alchemilloides
- Androsace alpina
- Androsace amurensis
- Androsace armeniaca
- Androsace axillaris
- Androsace baltistanica
- Androsace bidentata
- Androsace bisulca
- Androsace brachystegia
- Androsace brevis
- Androsace bulleyana
- Androsace caduca
- Androsace carnea
- Androsace centriberica
- Androsace cernuiflora
- Androsace chaixii
- Androsace chamaejasme
- Androsace ciliata
- Androsace ciliifolia
- Androsace cinerascens
- Androsace congesta
- Androsace cortusifolia
- Androsace croftii
- Androsace cuscutiformis
- Androsace cuttingii
- Androsace cylindrica
- Androsace darvasica
- Androsace delavayi
- Androsace dissecta
- Androsace duthieana
- Androsace elatior
- Androsace elongata
- Androsace engleri
- Androsace erecta
- Androsace eritrichioides
- Androsace euryantha
- Androsace exscapa
- Androsace filiformis
- Androsace flavescens
- Androsace foliosa
- Androsace forrestiana
- Androsace gagnepainiana
- Androsace geraniifolia
- Androsace globifera
- Androsace gmelinii
- Androsace gorodkovii
- Androsace graceae
- Androsace gracilis
- Androsace graminifolia
- Androsace halleri
- Androsace handel-mazzettii
- Androsace harrissii
- Androsace hausmannii
- Androsace hazarica
- Androsace hedraeantha
- Androsace helvetica
- Androsace hemisphaerica
- Androsace henryi
- Androsace hohxilensis
- Androsace hookeriana
- Androsace incana
- Androsace integra
- Androsace intermedia
- Androsace jacquemontii
- Androsace khokhrjakovii
- Androsace komovensis
- Androsace kouytchensis
- Androsace kuczerovii
- Androsace kuvajevii
- Androsace lactea
- Androsace lanuginosa
- Androsace laxa
- Androsace lehmanniana
- Androsace lehmannii
- Androsace limprichtii
- Androsace longifolia
- Androsace lowariensis
- Androsace ludlowiana
- Androsace mairei
- Androsace mariae
- Androsace marpensis
- Androsace mathildae
- Androsace maxima
- Androsace medifissa
- Androsace minor
- Androsace mirabilis
- Androsace mollis
- Androsace mucronifolia
- Androsace multiscapa
- Androsace muscoidea
- Androsace nortonii
- Androsace obtusifolia
- Androsace occidentalis
- Androsace ojhorensis
- Androsace ovalifolia
- Androsace ovczinnikovii
- Androsace pavlovskyi
- Androsace paxiana
- Androsace phaeoblephara
- Androsace podlechii
- Androsace pomeiensis
- Androsace pubescens
- Androsace pyrenaica
- Androsace rigida
- Androsace robusta
- Androsace rockii
- Androsace rotundifolia
- Androsace runcinata
- Androsace russellii
- Androsace salasii
- Androsace sarmentosa
- Androsace selago
- Androsace sempervivoides
- Androsace septentrionalis
- Androsace sericea
- Androsace spinulifera
- Androsace squarrosula
- Androsace staintonii
- Androsace stenophylla
- Androsace strigillosa
- Androsace sublanata
- Androsace tanggulashanensis
- Androsace tapete
- Androsace tibetica
- Androsace tonkinensis
- Androsace tribracteata
- Androsace umbellata
- Androsace vandellii
- Androsace wardii
- Androsace villosa
- Androsace wilsoniana
- Androsace vitaliana
- Androsace wulfeniana
- Androsace yargongensis
- Androsace zambalensis
- Androsace zayulensis

## Bildgalleri

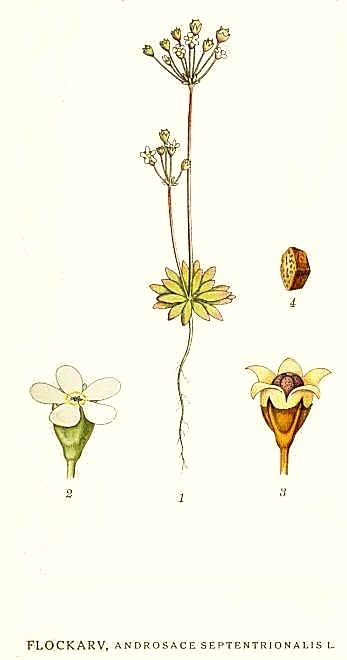
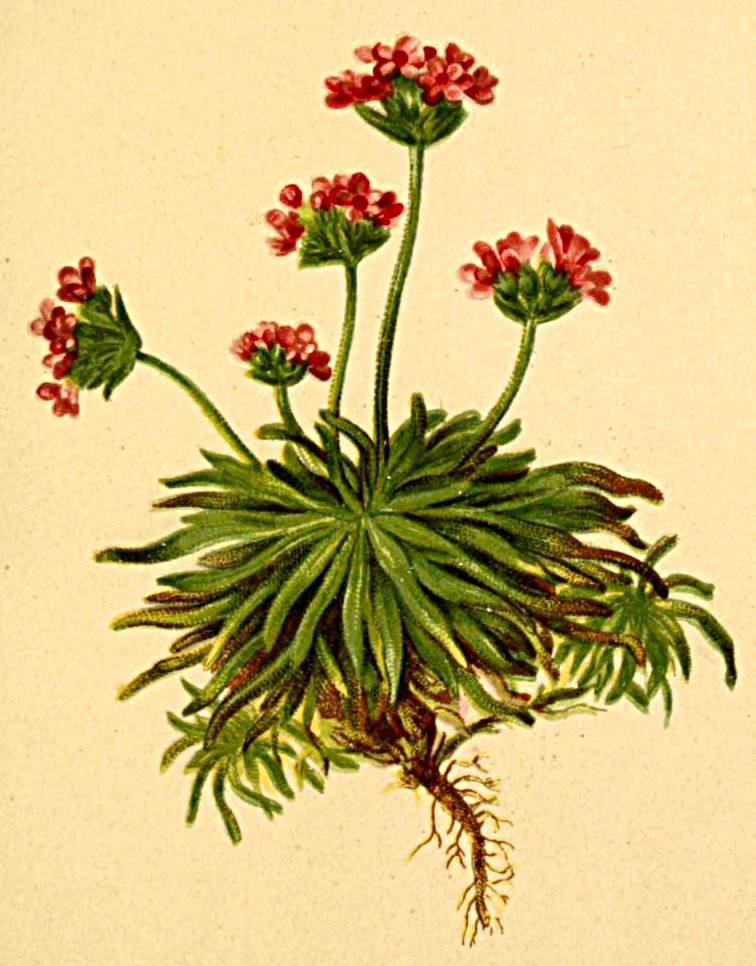
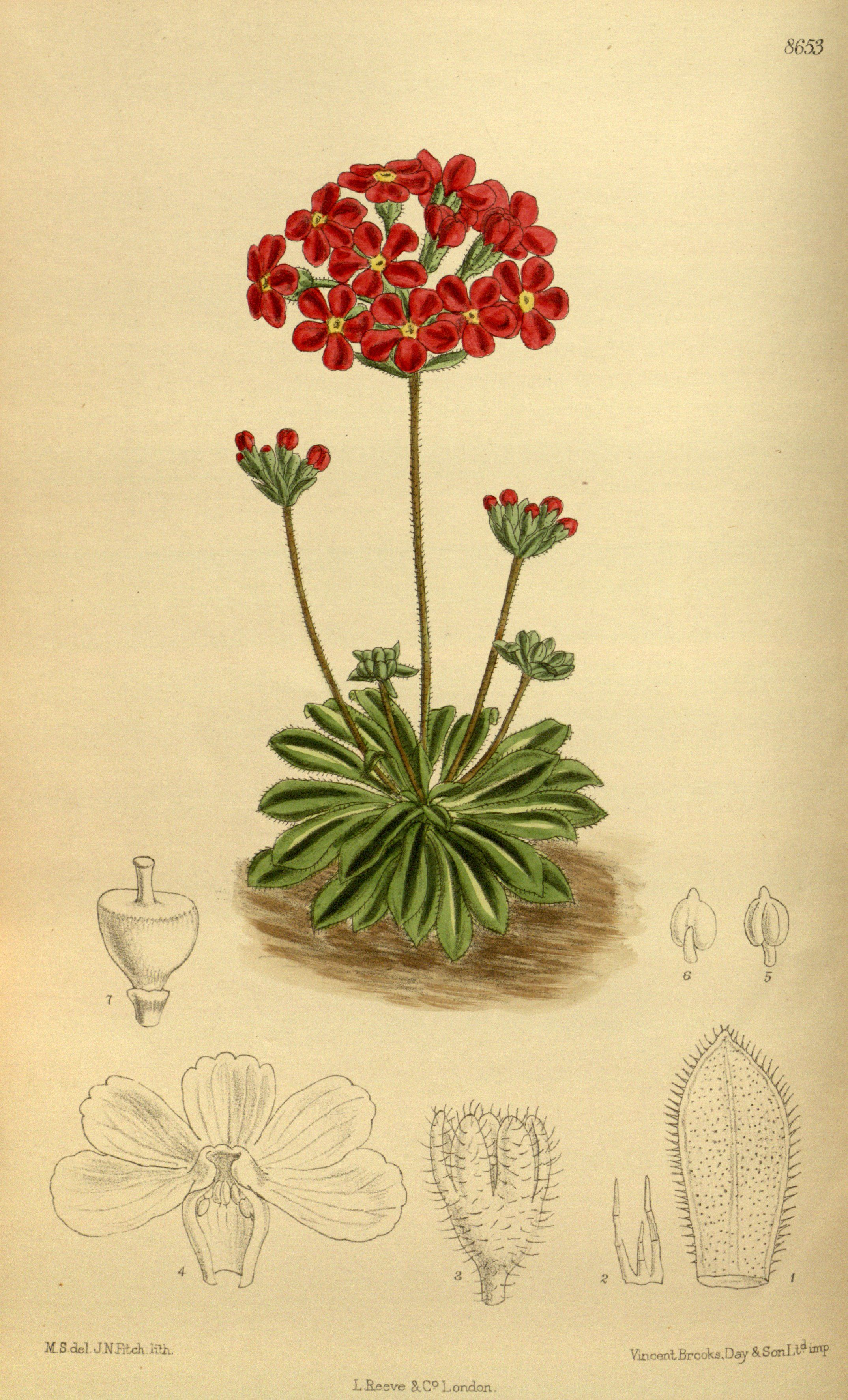
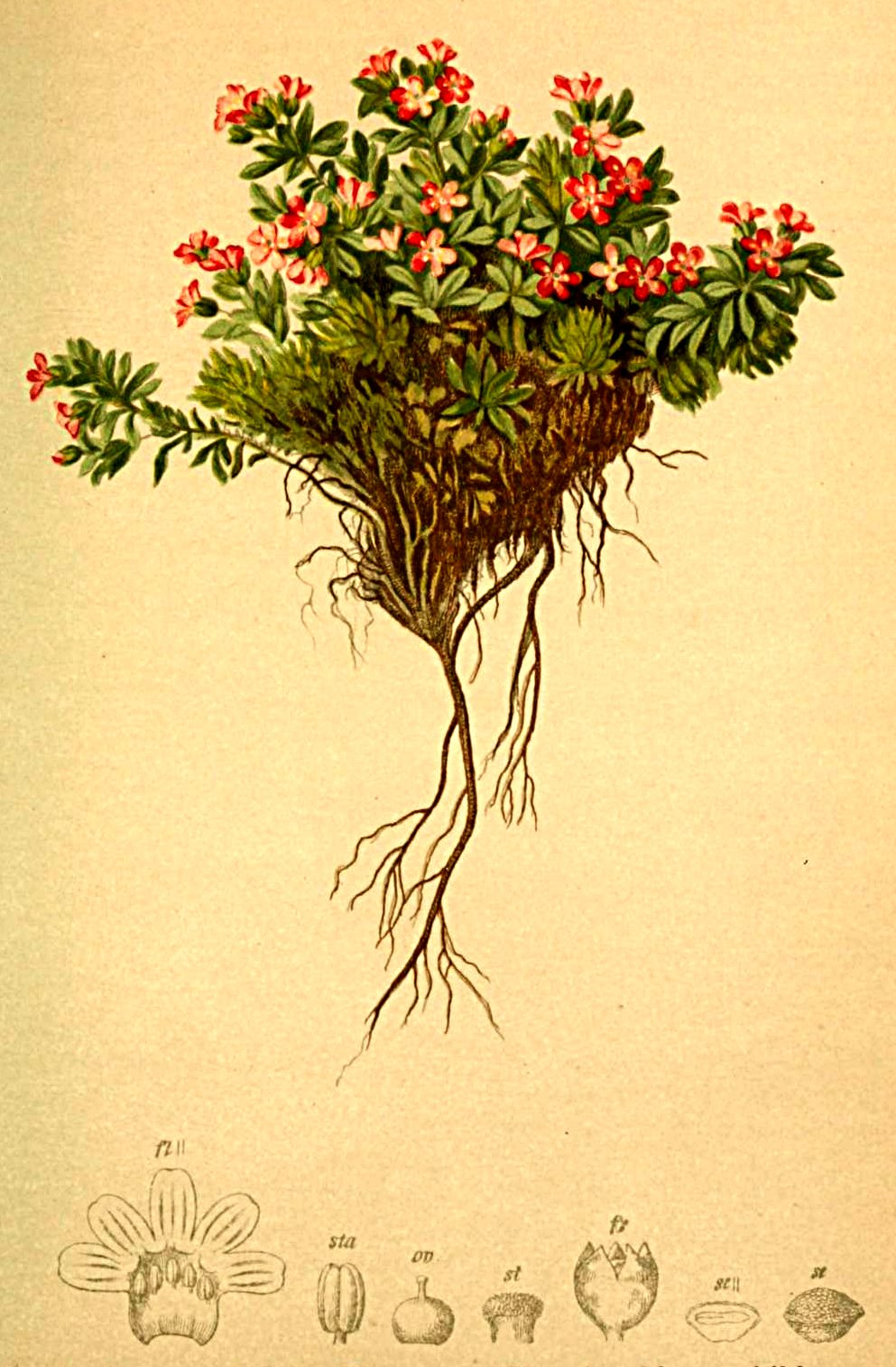
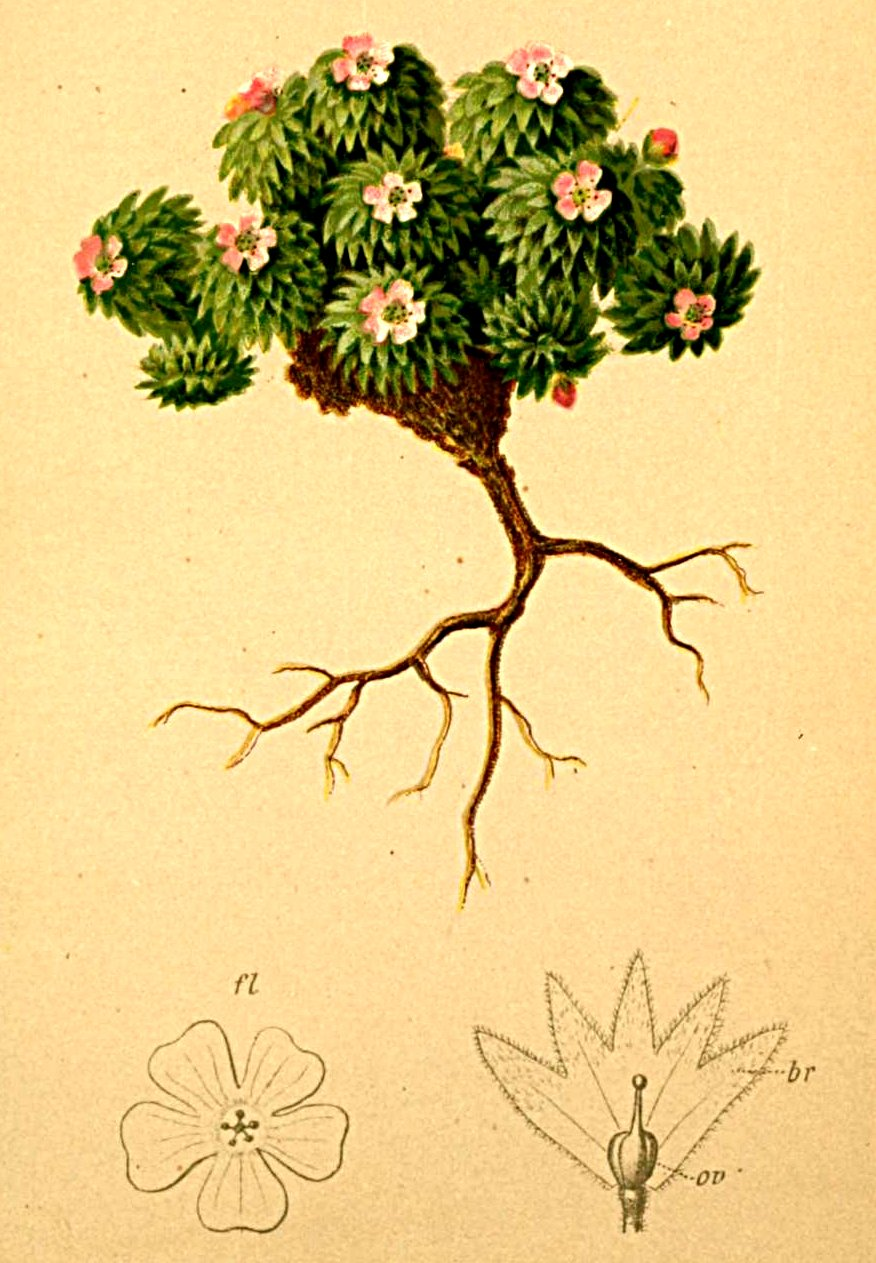
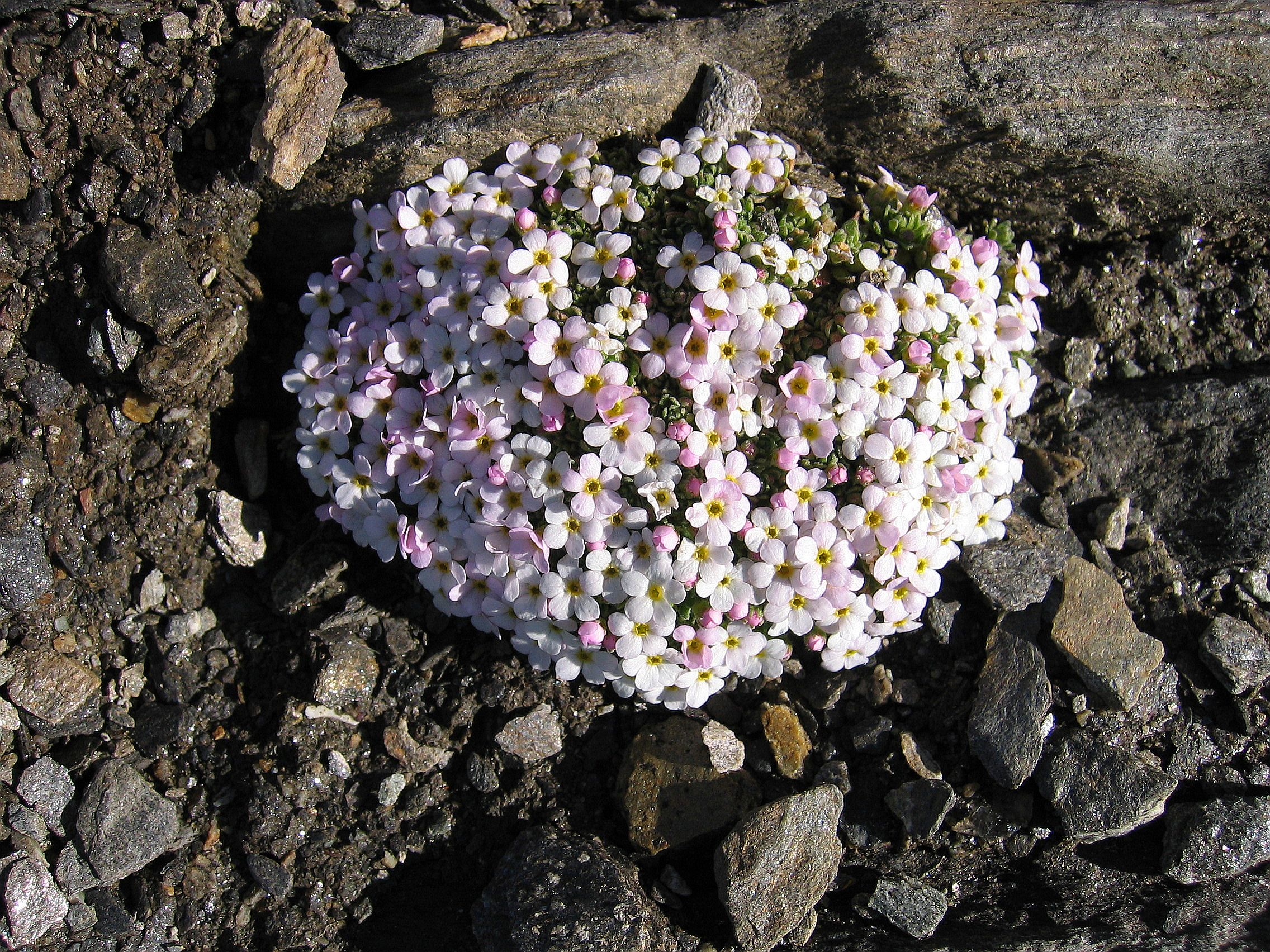
Androsace alpina